# نوتشیتسه (ناحیه پراگ-شرق)
نوتشیتسه (به چکی: Nučice) یک منطقهٔ مسکونی در جمهوری چک است که در ناحیه پراگ-شرق واقع شده‌است. نوتشیتسه ۴٫۹۷ کیلومتر مربع مساحت و ۳۵۷ نفر جمعیت دارد و ۳۵۷ متر بالاتر از سطح دریا واقع شده‌است.